# All-Ireland Senior Football Championship 1991
L'All-Ireland Senior Football Championship del 1991 fu l'edizione numero 105 del principale torneo irlandese di calcio gaelico. Down si impose per la quarta volta nella sua storia, iniziando una serie di quattro vittorie consecutive per le contee dell'Ulster.

## All-Ireland Senior Football Championship

### Semifinale
| Dublino 11 agosto Semifinale | Down | 2-09 – 0-08 | Kerry | Croke Park |

| Dublino 18 agosto Semifinale | Meath | 0-15 – 1-11 | Roscommon | Croke Park |

### Finale All-Ireland
| Dublino 15 settembre Finale | Down | 1-16 – 1-14 | Meath | Croke Park (64.500 spett.) |

## All Stars
Michael McQuillan (Meath), Mick Deegan (Dublin), Conor Deegan (Down), Enon Gavin (Roscommon), Tommy Carr (Dublin), Keith Barr (Dublin), Martin O'Connell (Meath), Barry Breen (Down), Martin Lynch (Kildare), Ross Carr (Down), Greg Blaney (Down), Tommy Dowd (Meath), Colm O'Rourke (Meath), Brian Stafford (Meath), Bernard Flynn (Meath)